# Philippe Dewost
Pour les articles homonymes, voir Dewost.
 (avril 2022).
La mise en forme du texte ne suit pas les recommandations de Wikipédia : il faut le « wikifier ».
Les points d'amélioration suivants sont les cas les plus fréquents. Le détail des points à revoir est peut-être précisé sur la page de discussion.
- Les titres sont pré-formatés par le logiciel. Ils ne sont ni en capitales, ni en gras.
- Le texte ne doit pas être écrit en capitales (les noms de famille non plus), ni en gras, ni en italique, ni en « petit »…
- Le gras n'est utilisé que pour surligner le titre de l'article dans l'introduction, une seule fois.
- L'italique est rarement utilisé : mots en langue étrangère, titres d'œuvres, noms de bateaux, etc.
- Les citations ne sont pas en italique mais en corps de texte normal. Elles sont entourées par des guillemets français : « et ».
- Les listes à puces sont à éviter, des paragraphes rédigés étant largement préférés. Les tableaux sont à réserver à la présentation de données structurées (résultats, etc.).
- Les appels de note de bas de page (petits chiffres en exposant, introduits par l'outil «  Source ») sont à placer entre la fin de phrase et le point final[comme ça].
- Les liens internes (vers d'autres articles de Wikipédia) sont à choisir avec parcimonie. Créez des liens vers des articles approfondissant le sujet. Les termes génériques sans rapport avec le sujet sont à éviter, ainsi que les répétitions de liens vers un même terme.
- Les liens externes sont à placer uniquement dans une section « Liens externes », à la fin de l'article. Ces liens sont à choisir avec parcimonie suivant les règles définies. Si un lien sert de source à l'article, son insertion dans le texte est à faire par les notes de bas de page.
- La présentation des références doit suivre les conventions bibliographiques. Il est recommandé d'utiliser les modèles {{Ouvrage}}, {{Chapitre}}, {{Article}}, {{Lien web}} et/ou {{Bibliographie}}. Le mode d'édition visuel peut mettre en forme automatiquement les références.
- Insérer une infobox (cadre d'informations à droite) n'est pas obligatoire pour parachever la mise en page.

Pour une aide détaillée, merci de consulter Aide:Wikification.
Si vous pensez que ces points ont été résolus, vous pouvez retirer ce bandeau et améliorer la mise en forme d'un autre article.
 (octobre 2024).
Il peut être nécessaire de l'améliorer pour respecter le principe de neutralité de point de vue. Veuillez consulter la page de discussion pour plus de détails.

Philippe Dewost, né à Paris le 6 mai 1968, est un ancien haut fonctionnaire, entrepreneur, dirigeant d'entreprise, conférencier et auteur français.

## Biographie
Fils de Jean-Louis Dewost, il est ancien élève de l'ENS Ulm qu'il intègre en 1988 à l'issue de classes préparatoires scientifiques. Il y suit un DEA d'acoustique ultrasonore,, y effectue un Master of Business Administration du Collège des ingénieurs et intègre en 1993 le Corps des Télécommunications (fusionné ensuite avec le Corps des mines) dont il suit la formation à Paris-Tech Télécom Paris.
Il a effectué son Service National dans la Marine Nationale française comme EOR Marine, Chef de Quart sur le Rhône .

### Carrière
Il commence sa carrière chez France Télécom en 1995 où il prépare puis lance le fournisseur d'internet Wanadoo, Philippe Dewost a occupé diverses fonctions dans des entreprises françaises et étrangères, il a notamment dirigé imSense, une startup britannique rachetée par Apple en 2010.
En septembre 2017, il devient directeur de Léonard, nouvelle structure transverse du groupe Vinci destinée à l'innovation et à la prospective et est rattaché à Pierre Coppey, directeur général adjoint,.

### Enseignement supérieur
En octobre 2021, Philippe Dewost rejoint à plein temps l'EPITA, école d'ingénieurs spécialisée en informatique et dont le siège est basé au Kremlin-Bicêtre en région parisienne, en tant que directeur général,,.

## Publications
- De Mémoire Vive : Une histoire de l'aventure numérique (préface de Cédric Villani), Éditions Première Partie, 2022  (ISBN 236526252X)[18]